# Ashe Warren
Ashe Warren – wieś w Anglii, w hrabstwie Hampshire, w dystrykcie Basingstoke and Deane. Leży 25 km na północny wschód od miasta Winchester i 82 km na zachód od Londynu.